# Aziz Ansari
Aziz Ansari, född 23 februari 1983 i Columbia, South Carolina, är en amerikansk skådespelare, författare och ståuppkomiker. Han spelade rollen som Tom Haverford i NBC-showen Parks and Recreation från 2009 till 2015.

## Biografi
Ansari började sin karriär som ståuppkomiker i New York City under sommaren 2001 samtidigt som han gick på New York University. År 2007 skapade han och hade huvudrollen i kritikerrosade MTV-sketchkomedishowen Human Giant, som visades i två säsonger. Detta ledde till roller i filmerna Funny People, I Love You, Man, Observe and Report och senast 30 Minutes or Less. 
I juni 2010 var han värd för MTV Movie Awards 2010. 2011 hade han en roll i filmen 30 Minutes or Less, tillsammans med Jesse Eisenberg, Nick Swardson och Danny McBride.
Vid sidan av sin skådespelarkarriär har Ansari fortsatt att arbeta som ståuppkomiker. Han släppte sin debut CD/DVD, Intimate Moments for a Sensual Evening i januari 2010 på Comedy Central Records och turnerar fortfarande runt om i landet. 2010 och 2011 utförde han Dangerously Delicious-turnén på teatrar över hela landet, inklusive Carnegie Hall i New York. År 2012 meddelade att han hade en ny turné med titeln Buried Alive.
2015 hade Netflix-serien Master of None premiär. Serien är skapad av Ansari och Alan Yang och har Ansari i huvudrollen som skådespelaren Dev.
Ansari beskriver sig själv som ateist.

## Filmografi

### Film
| År   | Titel                      | Roll          | Noter       |
| ---- | -------------------------- | ------------- | ----------- |
| 2006 | Nördskolan                 | Klasskompis   |             |
| 2008 | The Rocker                 | Aziz          |             |
| 2009 | Funny People               | Randy Springs |             |
| 2009 | Observe and Report         | Saddamn       |             |
| 2009 | I Love You, Man            | Eugene        |             |
| 2010 | Get Him to the Greek       | Matty Briggs  |             |
| 2011 | 30 Minutes or Less         | Chet          |             |
| 2011 | What's Your Number?        | Jay           | Endast röst |
| 2012 | Ice Age: Continental Drift | Squint        | Endast röst |
| 2013 | Let's Do This              |               |             |

### TV
| År    | Titel                   | Roll                     | Noter                              |
| ----- | ----------------------- | ------------------------ | ---------------------------------- |
| 2007  | Flight of the Conchords | Sinjay                   | Avsnittet "Drive By"               |
| 2007  | Human Giant             | Cast Member              | Författare, Co-Creator (2007–2008) |
| 2008  | Worst Week              | Morgue Employee          |                                    |
| 2009  | Reno 911!               | Insurance Representative | (3 avsnitt)                        |
| 2009  | Scrubs                  | Ed Dhandapani            | (4 avsnitt)                        |
| 2009  | Parks and Recreation    | Tom Haverford            | Återkommande roll (2009–2015)      |
| 2012  | Bob's Burgers           | DRL                      | (1 avsnitt)                        |
| 2015– | Master of None          | Dev Shah                 | (20 avsnitt)                       |

### Musikvideor
| År   | Artist               | Sång   | Roll          |
| ---- | -------------------- | ------ | ------------- |
| 2011 | Jay-Z och Kanye West | "Otis" | Som sig själv |

## Diskografi
- Raaaaaaaandy Mixtape (med Dave Sitek) (2009)
- Intimate Moments for a Sensual Evening (2010)
- Dangerously Delicious (2012)